# 勝野かおり
勝野 かおり(かつの かおり、女性、1969年12月18日 - )は、日本の現代歌人。

## 経歴・人物
愛知県西春日井郡豊山町出身であり、1990年代後半から2000年代はじめにかけては同県海部郡に在住。現在では名古屋市千種区に在住している。1994年3月から2000年11月までは短歌結社「まひる野」に所属し、2001年1月から現在までは「短歌人会」に所属している。
1989年、愛知淑徳短期大学国文学科卒業。卒業論文は古事記についてであった。
1997年、学部3年生として愛知淑徳大学文学部国文学科へと編入し、以後教授であった歌人、島田修三に師事した。卒業論文は中世歌謡・八代集の歌枕について。
現在、文芸評論家の清水良典、小説家の広小路尚祈とともに結成したブルース・バンドユニット「文ブルブラザーズ」のメンバーとしても活動している。2016年からは作家吉田知子が静岡県浜松市で主宰する文藝同人誌『バル』の準同人となっている。

## 作品

### 歌集
- 『br 臭素』(歌葉、2001年1月)
  - 第1短歌集 1994年～2000年の『まひる野』誌上掲載歌・「短歌朝日」の短歌朝日大学掲載歌・歌壇雑誌掲載歌などから抜粋、修正。

### 雑誌・同人誌掲載作
- 「ひとりの () をば」 - 『天然水』vol.8 (愛知淑徳大学 文芸倶楽部誌、1997年11月) 掲載
- 「作品7首 痴」 - 『歌壇』11(12) (本阿弥書店、1997年12月) 掲載
- 「新しい方代論 豊かさの影」 - 『方代研究』 (26) (山崎方代を語り継ぐ会、2000年2月）
- 「やまいだれ (短歌)」+エッセー - 『@ラエティティア』創刊号 (荻原裕幸/編、2000年6月) 掲載
- 「この歌にひかれて 愚者の代弁者」 - 『短歌』47(13)[(620)] (角川学芸出版、2000年12月）掲載
- 「自選5首」 - 『@ラエティティア』第10号 (荻原裕幸/編、2001年8月) 掲載
- 「特集 HEISEI NEXUS ―新しい世代像を求めて―」 - 『未来』2002年10月号（未來社、2002年9月）掲載
- 「怒涛の白」(作品15首) - 『短歌ヴァーサス』7号 (風媒社、2005年10月) 掲載
- 「鳩の豆皿」(短歌) - 『バル』創刊号（吉田知子編集、2016年12月）
- 「月の音」(短篇小説) - 『バル』創刊号（同上）
- 「何の呼び声」(掌編小説) - 『バル』第3号（吉田知子編集、2017年12月）
- 「事情」(コラム) - 『バル』第3号（同上）
- 「じゃんけんグリコ」(エッセイ) - 『バル』第4号（吉田知子編集、2018年7月）
- 「小火」(掌編小説) - 『バル』第4号（同上）

## 研究
- 西田勝/著「勝野かおり歌集・臭素・考」- 『静岡近代文学 22号』(静岡近代文学研究会[編] 、2007年12月) 掲載